# Oxytrypia
Oxytrypia là một chi bướm đêm thuộc họ Noctuidae.